# Thomas Sieber
Thomas Sieber (* 15. April 1968; † 15. April 2022 in Halle (Saale)) war ein Maler und Zeichner, der als 20-Jähriger für über ein Jahr politischer Häftling in der DDR war.

## Leben und Werk
Thomas Sieber machte den mittleren Schulabschluss (POS: Polytechnische Oberschule) und absolvierte danach eine Lehre als Zootechniker in seiner Heimatstadt. Ein paar Jahre arbeitete er als Briefträger. In dieser Zeit begann sein künstlerisches Schaffen. 1988 wurde er wegen einer missglückten Flucht aus der DDR verhaftet. Danach war er bis 1989 für zehn Monate politischer Häftling, die längste Zeit seiner Haft musste er im sog. „Jugendhaus Halle“ verbringen, das für seine besonders harschen Haftbedingungen bekannt war. Auch dort zeichnete er künstlerisch; die allermeisten Werke dieser Zeit erhielten sich nicht.
1991 begann der ein Kunst-Studium an der Burg Giebichenstein Kunsthochschule Halle. Einer seiner Malerei-Lehrer war Ronald Paris, der seine Begabung früh erkannte. Sein Mitstudent Christoph Bouet (visueller Künstler, später auch Musiker), bezeichnete ihn „von Beginn an besser als anderen [Studierenden] rundherum, Professoren und Dozenten eingeschlossen“. Sein Studium beendete er 1997; im selben Jahr erlebte er einen psychischen Zusammenbruch und wurde mit der Diagnose einer Schizophrenie in eine psychiatrische Klinik eingeliefert.
Sieber hatte schon seit seiner Haftzeit mit mentalen Problemen zu kämpfen, wie Ängsten, Grübeleien und beginnenden Wahnsymptomen. Ob diese vulnerablen Denk- und Verhaltensweise eine Frühphase einer Schizophrenie waren oder ob diese Auffälligkeiten ohne den massiven und anhaltenden psychischen Stress einer politischen Haft als einmalige psychotische Phase sich wieder zurückgebildet hätte, muss offen bleiben. In einer psychiatrischen Begutachtung 1999 wurde angenommen, dass letzteres die wahrscheinlichere Variante war. Im Rahmen des gültigen „ Bio-psycho-sozialen Modells“ der Schizophrenie wären es demnach die „sozialen“ Faktoren (hier massive politische Repression), die in seinem Fall entscheidend für die Entstehung einer schizophrenen Erkrankung geführt hätten.
Das Wohnheim für psychisch Kranke in Halle, in dem er von 1998 bis 2006 lebte, organisierte für ihn 2006 eine Einzelausstellung, dem Sieber den Titel Erdgeboren gab.

Die Kunst von Thomas Sieber ist poetisch und andeutungsreich. Er bevorzugte kleine Formate von Gouachen und Aquarellen, die er mit großen Passepartouts rahmte und teilweise miteinander kombinierte. 

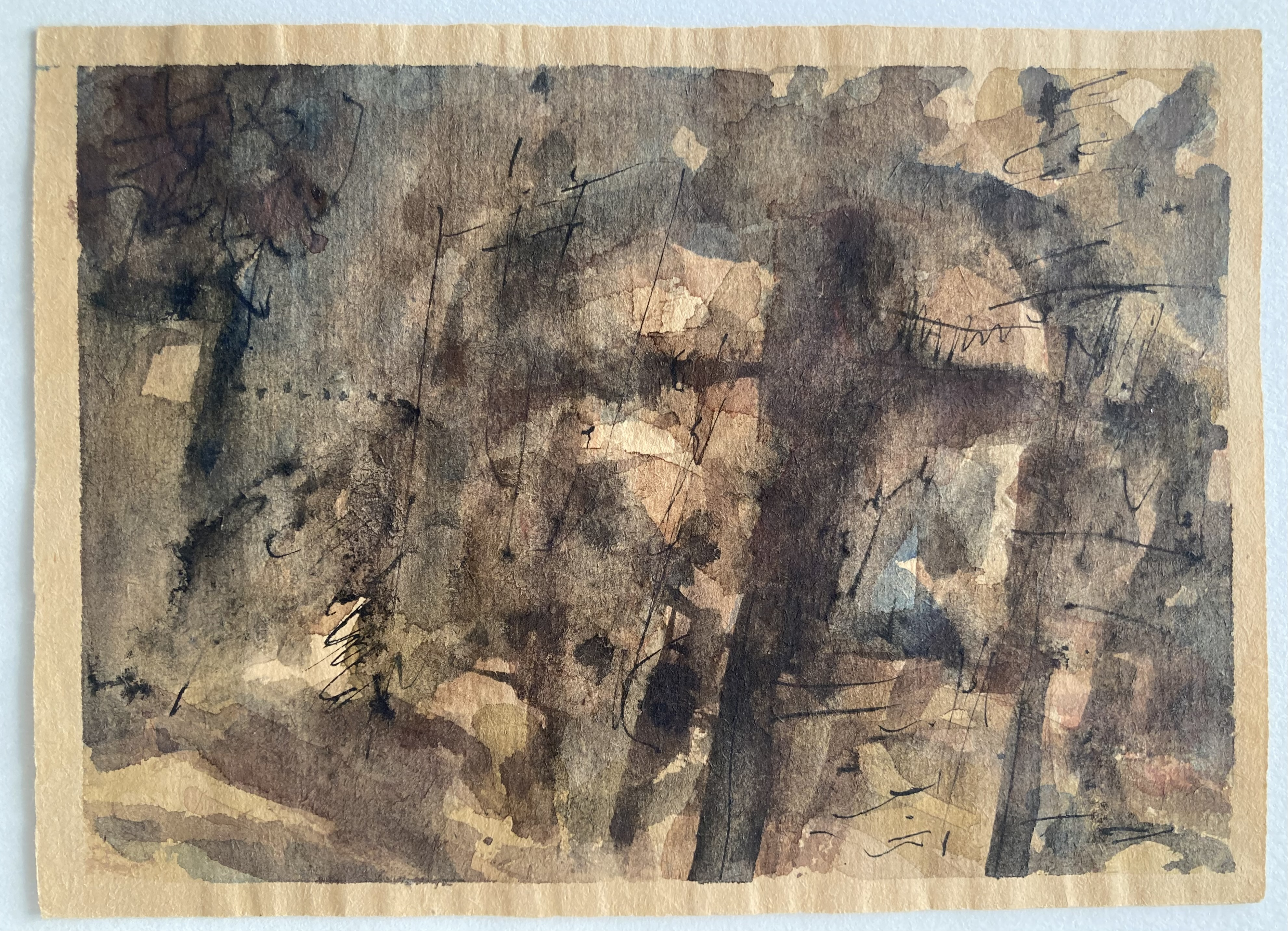
Farbkomposition ohne Titel (6. Dezember 1995)

Ch. Bouet teilte sein Werk zeitlich ein in: stilllebenartige Farbkompositionen, Köpfe und Seestücke. 2025 erschien ein reich bebildertes Künstlerbuch zu seinem Œuvre.